# Courmayeur Ladies Open 2021
Il Courmayeur Ladies Open 2021 è un torneo di tennis giocato sul cemento indoor. È la prima edizione dell'evento, che fa parte della categoria WTA 250 nell'ambito del WTA Tour 2021. Si gioca al Courmayeur Sport Center di Courmayeur in Italia, dal 25 al 31 ottobre 2021.

## Partecipanti al singolare

### Teste di serie
| Nazionalità | Giocatrice         | Ranking* | Testa di serie |
| ----------- | ------------------ | -------- | -------------- |
| Tunisia     | Ons Jabeur         | 8        | 1              |
| Italia      | Camila Giorgi      | 36       | 2              |
| Russia      | Ljudmila Samsonova | 42       | 3              |
| Croazia     | Petra Martić       | 47       | 4              |
| Danimarca   | Clara Tauson       | 48       | 5              |
| Stati Uniti | Alison Riske       | 49       | 6              |
| Italia      | Jasmine Paolini    | 54       | 7              |
| Cina        | Zhang Shuai        | 55       | 8              |
| Stati Uniti | Ann Li             | 60       | 9              |
| Ucraina     | Dajana Jastrems'ka | 76       | 10             |

* Ranking al 18 ottobre 2021.

### Altre partecipanti
Le seguenti giocatrici hanno ricevuto una wild card per il tabellone principale:
- Martina Caregaro
- Jessica Pieri
- Lucrezia Stefanini

Le seguenti giocatrici sono entrate nel tabellone principale con il ranking protetto:
- Vitalija D'jačenko
- Kateryna Kozlova
- Mandy Minella

Le seguenti giocatrici sono passate dalle qualificazioni:

- Aliona Bolsova
- Cristina Bucșa
- Martina Di Giuseppe
- Giulia Gatto-Monticone
- Stephanie Wagner
- Zheng Qinwen

### Ritiri
Prima del torneo
- Belinda Bencic → sostituita da  Kamilla Rachimova
- Danielle Collins → sostituita da  Anna Kalinskaja
- Camila Giorgi → sostituita da  Urszula Radwańska
- Ons Jabeur → sostituita da  Ankita Raina
- Tereza Martincová → sostituita da  Mandy Minella
- Greet Minnen → sostituita da  Hsieh Su-wei
- Nuria Párrizas Díaz → sostituita da  Donna Vekić
- Elena Rybakina → sostituita da  Kateryna Kozlova
- Maria Sakkarī → sostituita da  Stefanie Vögele
- Kateřina Siniaková → sostituita da  Lucia Bronzetti
- Sara Sorribes Tormo → sostituita da  Magdalena Fręch

## Partecipanti al doppio
| Nazione   | Giocatrice       | Nazione     | Giocatrice         | Rank* | Teste di serie |
| --------- | ---------------- | ----------- | ------------------ | ----- | -------------- |
| Rep. Ceca | Marie Bouzková   | Rep. Ceca   | Lucie Hradecká     | 67    | 1              |
| Ucraina   | Nadežda Kičenok  | Romania     | Ioana Olaru        | 73    | 1              |
| Giappone  | Eri Hozumi       | Cina        | Zhang Shuai        | 83    | 3              |
| Francia   | Elixane Lechemia | Stati Uniti | Sabrina Santamaria | 141   | 4              |

* Ranking al 18 ottobre 2021.

### Altre partecipanti
Le seguenti giocatrici hanno ricevuto una wild card per il tabellone principale:
- Lucia Bronzetti /  Martina Caregaro
- Giulia Gatto-Monticone /  Lisa Pigato

### Ritiri
Prima del torneo
- Darija Jurak /  Andreja Klepač → sostituite da  Vitalia Diatchenko /  Alexandra Panova
- Julia Lohoff /  Kamilla Rakhimova → sostituite da  Aliona Bolsova /  Kamilla Rachimova

## Campionesse

### Singolare
- Donna Vekić ha sconfitto in finale  Clara Tauson con il punteggio di 7–6(3) 6-2.

### Doppio
Wang Xinyu /  Zheng Saisai hanno sconfitto in finale  Eri Hozumi /  Zhang Shuai con il punteggio di 6-4, 3-6, [10-5].